# Amerikanische Buche
Die Amerikanische Buche (Fagus grandifolia) ist ein mittelgroßer Laubbaum aus der Gattung der Buchen. Sie ist die einzige natürlich in Nordamerika vorkommende Buchenart.

## Beschreibung
Die Amerikanische Buche (engl. American beech) erreicht eine Höhe von 20 bis 30 Metern bis in seltenen Fällen über 35 Metern. Der Stammdurchmesser erreicht über 1 Meter, selten bis über 1,5 Meter. Die Rinde ist glatt und grau. Die Knospen sind braun und glänzend. Die Blätter werden 5 bis 12 Zentimeter lang und 2,5 bis 7,5 Zentimeter breit, sie sind länglich-eiförmig und zugespitzt. Die Basis ist breit keilförmig bis schwach herzförmig und oft unsymmetrisch. Der Rand ist gezähnt und es werden 9 bis 15 Nervenpaare gebildet. Der Stiel wird 3 bis 8 Millimeter lang. Die Blattoberseite ist glänzend blaugrün, die Unterseite ist heller als die Oberseite. Im Herbst verfärben sich die Blätter goldgelb bis lederbraun. Als Früchte werden Nüsse gebildet, die in einem Fruchtbecher mit dünnen, geraden oder gekrümmten Borsten sitzt. Die Fruchtbecher sind 15 bis 20 in seltenen Fällen bis 25 Millimeter groß und von brauner bis rotbrauner Farbe. Sie öffnen sich bei Reife und geben die 15 bis 20 Millimeter langen und 10 bis 18 Millimeter breiten Nüsse frei. Die Amerikanische Buche vermehrt sich häufig durch Wurzelbrut.

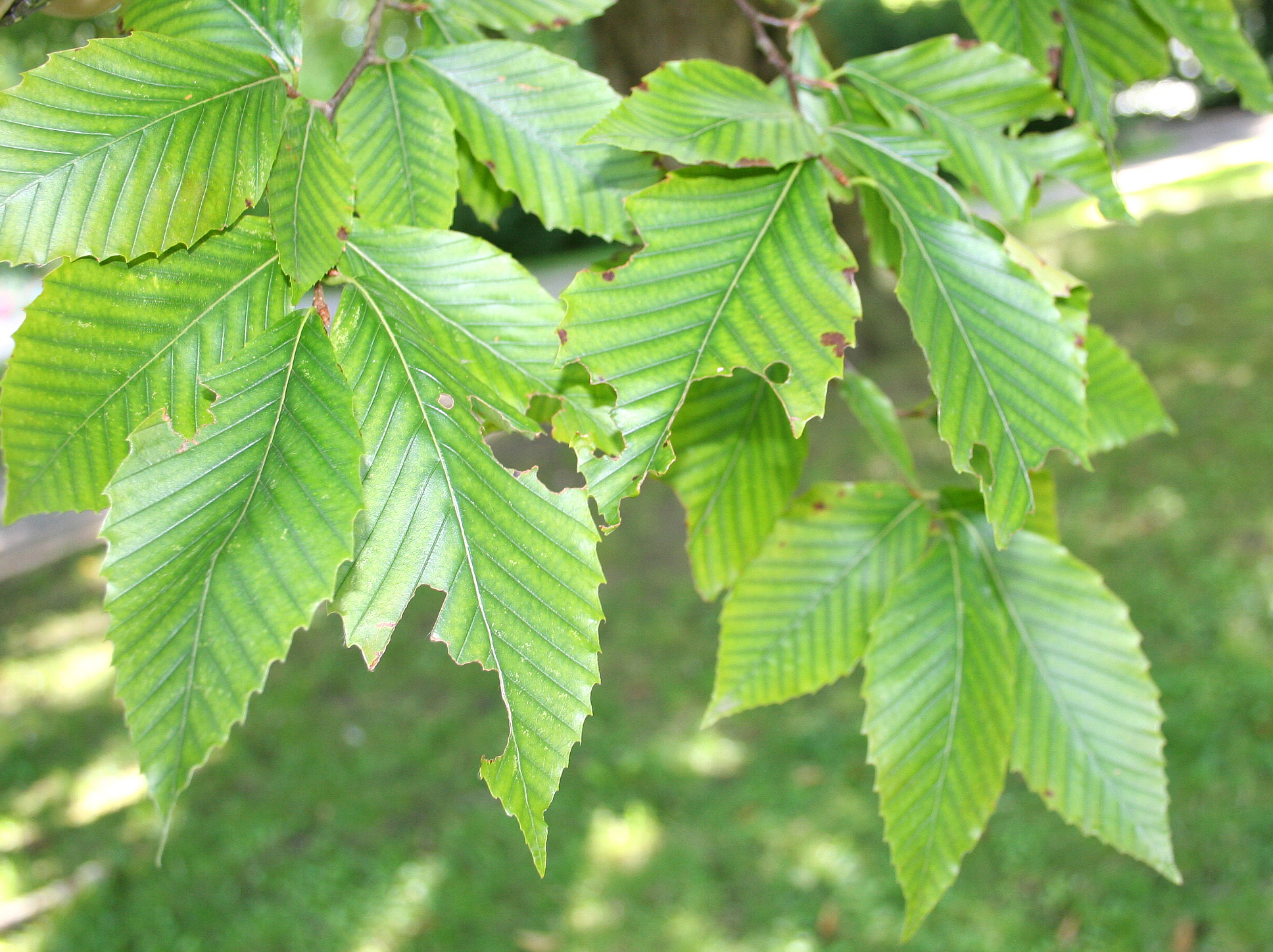
Blätter
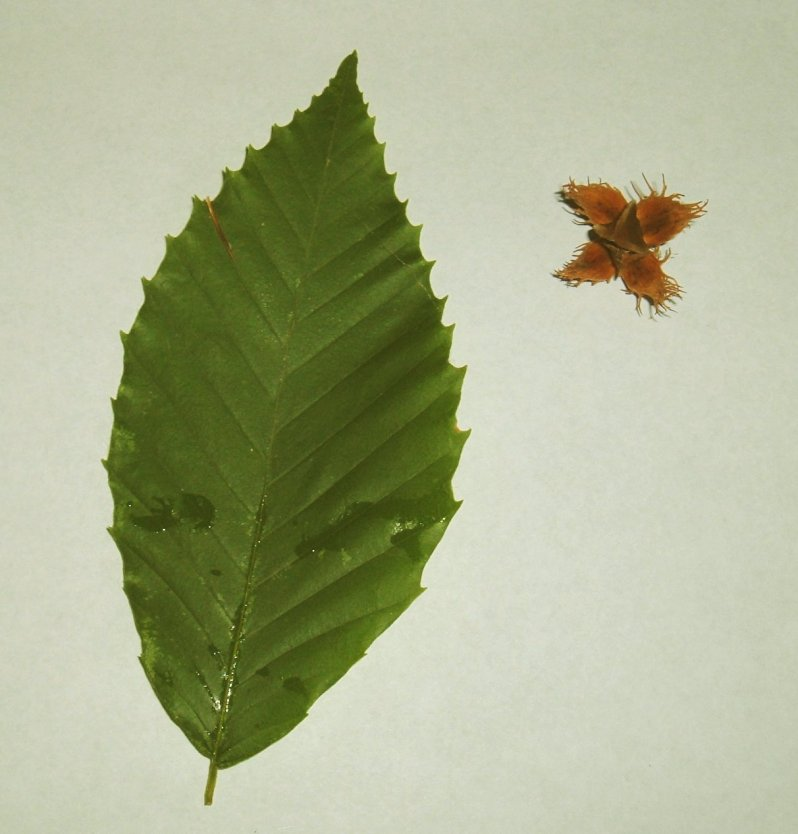
Blatt und Fruchtbecher

## Verbreitung und Standortansprüche

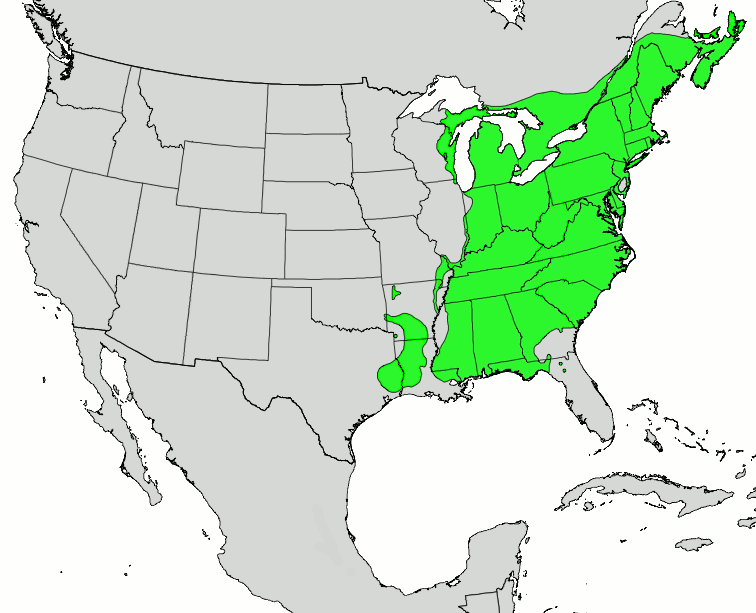
Natürliches Verbreitungsgebiet

Das Verbreitungsgebiet der Amerikanischen Buche erstreckt sich vom Osten Kanadas über den Nordosten und Südosten der Vereinigten Staaten bis nach Florida und in die südlichen Präriestaaten. Man findet sie auch in einigen Gebieten im Norden von Mexiko. Sie wächst in artenreichen Wäldern und bevorzugt frische bis feuchte, saure bis neutrale, sandig-humose und lehmig-humose Böden. Sie ist meist frosthart und gedeiht an sonnigen bis halbschattigen Standorten. Sie wächst im Norden des Verbreitungsgebiets in Höhenlagen bis 900 Meter, in den südlichen Appalachen bis 1800 Meter. Sie kommt in Reinbeständen oder Mischbeständen vor, oft mit dem Zucker-Ahorn (Acer saccharum), mit der Gelb-Birke (Betula alleghaniensis), der Amerikanischen Linde (Tilia americana), verschiedenen Eichen– (Quercus sp.) und Hickory-Arten (Carya), mit der Weymouth-Kiefer (Pinus strobus) und der Amerikanischen Rot-Fichte (Picea rubens).

## Systematik

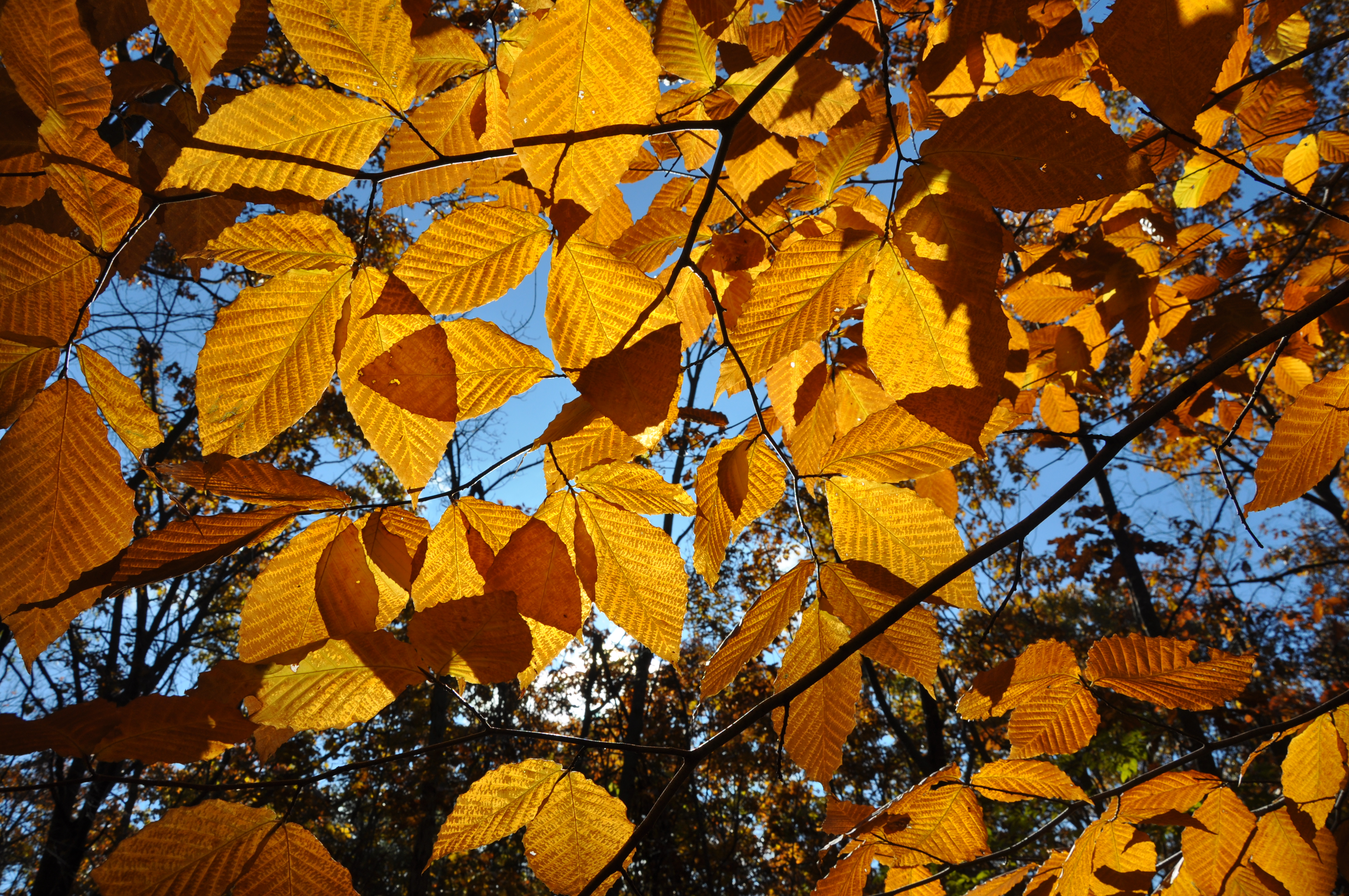
Herbstfärbung

Die Amerikanische Buche ist eine Art aus der Gattung der Buchen (Fagus). Dort wird sie der Untergattung Fagus zugeordnet. Es werden zwei Unterarten unterschieden:   
- Fagus grandifolia subsp. grandifolia: Sie kommt in Kanada und in den Vereinigten Staaten vor.[7]
- Fagus grandifolia subsp. mexicana (Martínez) A.E.Murray: Sie kommt in den mexikanischen Bundesstaaten von Tamaulipas bis Hidalgo und Puebla vor.[7]

Synonyme der Art sind Fagus americana (Pers.) Sweet und Fagus ferruginea Aiton die Unterart Fagus grandifolia subsp. mexicana wird selten auch als eigene Art Fagus mexicana Martínez betrachtet.

## Verwendung
Die Amerikanische Buche wird oft zur Holzgewinnung genutzt, sie wird manchmal aufgrund der bemerkenswerten Herbstfärbung als Zierpflanze verwendet. In Europa kommt sie gelegentlich in Parks vor.

## Nachweise